# Cranioleuca marcapatae
Cranioleuca marcapatae là một loài chim trong họ Furnariidae.